# Bătălia de la Zboriv (1649)
Bătălia de la Zboriv (5/15 august – 6/16 august 1649) a fost una dintre bătăliile din timpul Răscoalei lui Hmelnițki dintre armata polonezo-lituaniană condusă de regele Ioan Cazimir pe de-o parte și forțele aliate ale cazacilor conduși de hetmanul Bogdan Hmelnițki și tătarii comandați de hanul İslâm al III-lea Ghiray. Bătălia a avut loc la Zboriv, localitate aflată în zilele noastre pe teritoriul Ucrainei (Regiunea Ternopil). 

## Contextul general
După seria de înfrângeri suferite în vara anului 1648, liderii polonezi au hotărât să rupă armistițiul și, în primăvara anului 1649, au declanșat un atac în inima Ucrainei. Comandanții polonezi au hotărât să îi atace simultan pe rebelii cazaci pe două direcții. 
Principele lituanian  Janusz Radziwiłł a avut sarcina să îi atace pe cazaci prin Belarus și să cucerească orașul Kiev. 
Aliații cazaco-tătari au hotărât la râdul lor ca în iunie 1649 să lanseze o ofensivă pe două direcții. Principala forță condusă de Bogdan Hmelnițki urma să atace spre vest, iar o forță cu efective mai mici condusă de polcovnicul Kicevski urma să asigure protecția flancului armatei hetmanului împotriva atacurilor lituanienilor din regiunea Polesia. Hmelnițiki era sprijinit de un detașament important al tătarilor conduși de însuși hanul İslâm Ghiray. 
În iunie 1649, cazacii au reușit să învingă puternicele trupe poloneze conduse de principele Jeremi Wiśniowiecki, nevoite să se retragă în cetatea Zbaraj (aflată în zilele noastre în Regiunea Ternopil – Ucraina), unde au fost asediate de efective net superioare. Regele Ioan Cazimir a hotărât să pornească din Lublin în fruntea unei armate de aproximativ 30.000  de soldați în sprijinul asediaților de la Zbaraj. 
Hetmanul Hmelnițki a fost înștiințat de iscoadele sale cu privire la deplasarea armatei conduse de regele polonez și a hotărât să o atace prin surprindere. Fără să ridice asediul Zbarajului, lăsându-l la comandă pe polocovnicul Ivan Ciornota, Hmelnițki a pornit în întâmpinarea armatei regale, pe care le-a interceptat pe maul râului  Stripa. 

## Bătălia

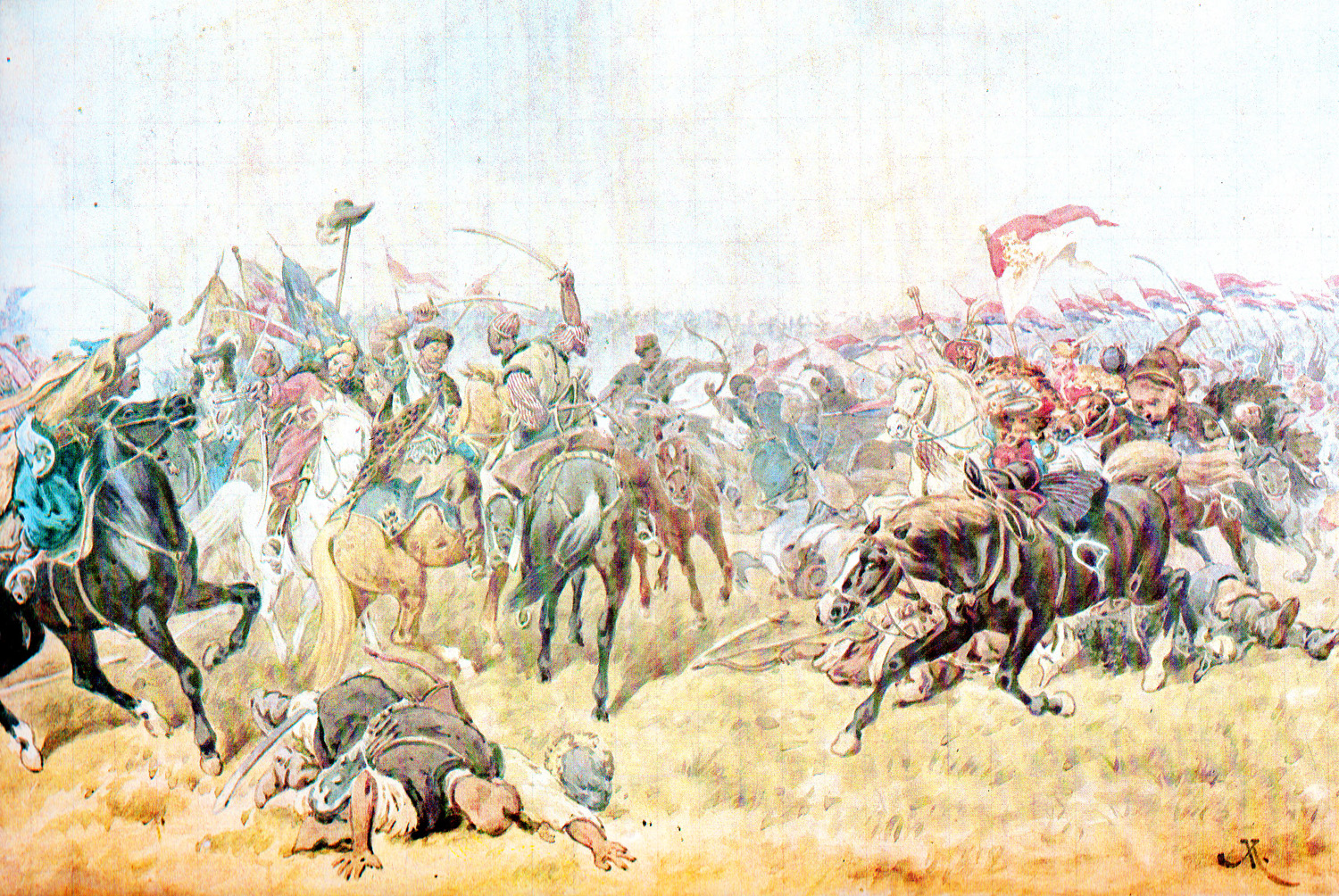
„Bătălia de la Zboriv”, Pictură de Juliusz Kossak, (1897)

Pe 5 august, pe când se aflau la o distanță de o zi de Zbaraj, armata Coroanei poloneze a fost atacată de cazaci în timp de traversau râul Stripa. Armata comandată de Cazimir nu a fost gata de luptă când cazacii și-au declanșat atacul – șleaticii nu erau prezenți în rândul trupelor pe care le comandau ci erau la cină. După pierderea în luptă a aproximativ 4.000 de soldați, principalele forțe poloneze au reușit să traverseze râul cu cele 15 tunuri și au început construirea unei tabere întărite. 

### Prima fază a bătăliei
Locul ales de rege să se apere era potrivit pentru o defensivă de lungă durată: apele Stripe apărau tabăra pe trei laturi, iar polonezii se puteau folosi cu ușurință de vechile fortificații ale Zborivului. 
Cazacii erau însă în posesia a unui mare număr de piese de artilerie, care fuseseră luate din garnizoanele poloneze pe care le cuceriseră în timpul revoltei. Artileria cazacilor a fost suficient de puternică pentru a reuși să bombardeze întreaga tabără poloneză. Șleaticii au fost atât de înspăimântați, încât doar intervenția fermă a regelui i-a obligat să se reîntoarcă la fortificații. 
În noaptea de 5 spre 6 august, polonezii au lucrat intens săparea de șanțuri de apărare în părțile cele mai vulnerabile ale taberei. În ciuda eforturilor lor susținute, fortificațiile din partea de nord a taberei nu au fost terminate în dimineața zilei de 6 august. Tocmai această zonă a fost atacată de cazaci care, deși au reșit să intre în tabără, nu au putut să păstreze pozițiile cucerite și s-au retras. 

### Faza finală a bătăliei
Următorul atac a fost dat de tătarii sprijiniți de cazaci. Lucrările genistice nu au reușit să oprească înaintarea impetuoasă a tătarilor, care au invadat tabăra. Nici de această dată atacatorii nu au reușit să-și păstreze pozițiile cucerite, situația fiind salvată pentru polonezi de contaatacul organizat de mercenarii germani din slujba regelui. Cu toate acestea, situația polonezilor era disperată – ei nu dispuneau de suficiente forțe și provizii pentru a rezista atacurilor viitoare și regele Ioan Cazimir a ales să încerce negocieri pentru încetarea focului. Ținta negocierilor era  hanul tătar care, deși aliat cu Hmelnițki, nu era dornic să vadă consolidarea excesivă a forțelor cazacilor în apropierea granițelor Hanatului Crimeii. Regele polonez a promis hanului plata unei mari sume de bani ca răscumpărare și  a acceptat ca tătarii să poată jefui în voie ținuturile ucrainene pe care urmau să le străbată la reîntoarcerea în Crimeea ( Podolia și Brețlav). 
Hmelnițki a ajuns să fie într-o situație dificilă – cu polonezii slăbiți, dar neînfrânți în Zboriv și Zbaraj pe de-o parte și cu tătarii deveniți aliați nesiguri pe de altă parte. Presat de han, Bogdan Hmelnițki a acceptat în cele din urmă să semneze tratatul de la Zboriv cu regele Poloniei. 

## Consecințe
Prin semnarea păcii de la Zboriv, polonezii recunoșteau dreptul cazacilor să administreze teritoriile de sud-est al Rzeczpospolitei. Acest tratat nu a recunoscut țăranilor ucraineni, care participaseră alături de cazaci la luptelel împotriva polono-lituanienilor, niciun drept, ei rămânând în continuare în starea de iobăgie. Pe de altă parte, după cum avea să se dovedească mai târziu, nobilimea locală și clerul catolic, care pierdea datorită acestui tratat influența politică și proprietățile din Ucraina, nu a avut de gând să respecte condițiile păcii.